# Sajam poslova
Sajam poslova (sajam zapošljavanja) je sajam ili izložba za poslodavce, regrutere i univerzitete, priređena radi pronalaženja perspektivnih zaposlenih, pripravnika ili studenata. Sajmovi ovog tipa obično imaju štandove kompanija na kojima je moguće ostaviti biografije (CV) i razmeniti posetnice. Na univerzitetskom nivou, sajmovi poslova su obično tu radi pomoći diplomcima da pronađu svoj prvi posao. Ove događaje često sponzorišu centri za razvoj karijera, zato što predstavljaju idealno okruženje za upoznavanje i prvi kontakt studenata i njihovih budućih poslodavaca. Elektronski sajmovi poslova ove privilegije pružaju u Internet okruženju.